# 陸慶曾
陸慶曾（?—?），字子玄。清朝文人。

## 生平
明朝礼部尚书陸樹聲之孙，少有才名，家境富裕，被稱為名士二十年，精通医术，曾治癒李振鄴之病。順治十四年因顺天科場舞弊案被逮下獄。四月，判立斬。不久改流配尚陽堡。